# Biela Púť

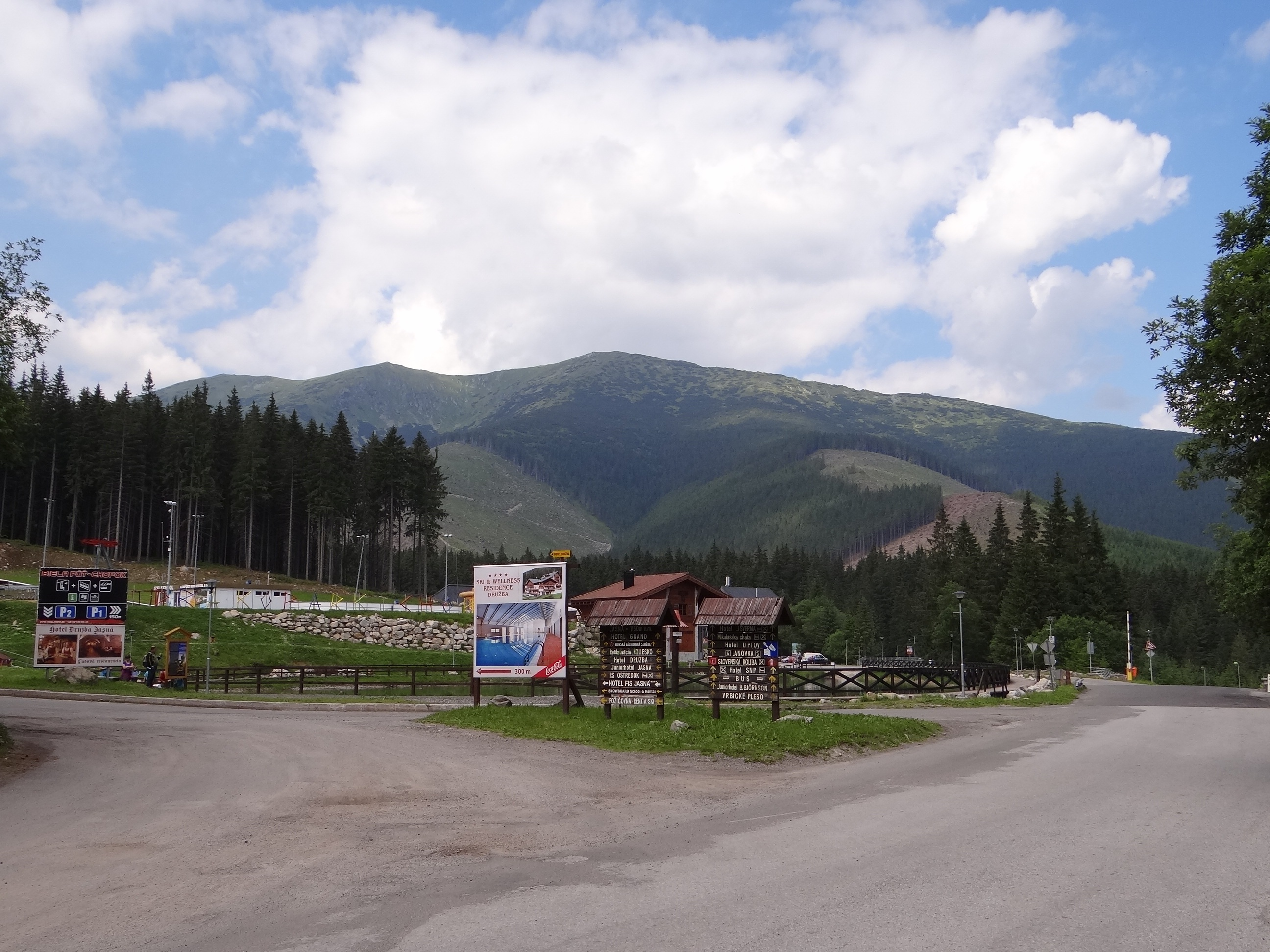

Biela Púť – przełęcz (1120 m) i ośrodek turystyczno-narciarski w Dolinie Demianowskiej (Demänovská dolina), w Niżnych Tatrach na Słowacji.
Przełęcz leży w bocznym, drugorzędnym grzbiecie Niżnych Tatr, który odchodzi na północ od głównego grzbietu niżnotatrzańskiego w rejonie zachodniego (niższego) wierzchołka Chopoka i schodzi w widły Demianówki (Demänovka) i jej dopływu o nazwie Zadná voda. Przełęcz oddziela masyw Chopoka na południu od Ostredoka (1167 m) na północy.
Biela Púť jako ośrodek turystyczno-narciarski jest częścią kompleksu  Jasná. Przez przełęcz biegnie droga jezdna z dolnej części Doliny Demianowskiej do obiektów rekreacyjno-wypoczynkowych w dolinie Zadnej vody oraz do górnej części ośrodka Jasná. Powyżej przełęczy znajduje się dolna stacja kolei linowej na Chopok, a w jej rejonie silnie rozbudowane zaplecze turystyczno-narciarskie: parkingi, hotele, restauracje, wypożyczalnia sprzętu narciarskiego.
Z rejonu przełęczy (z różnych miejsc nieco powyżej jej siodła) dobre widoki na masyw Krakowej Hali (na wschodzie), Chopoka (na południu) oraz Bôru (na północnym zachodzie).
Szlaki turystyczne
  Biela Púť – Ostredok – Dolina Demianowska (parking przy Demianowskiej Jaskini Wolności). Czas przejścia: 1,05 h, 1,25 h
  Biela Púť – Vrbické pleso – Tri vody – Sedlo Poľany. Czas przejścia: 2,25 h, 1,50 h